# Alberto Fortis (Universalgelehrter)

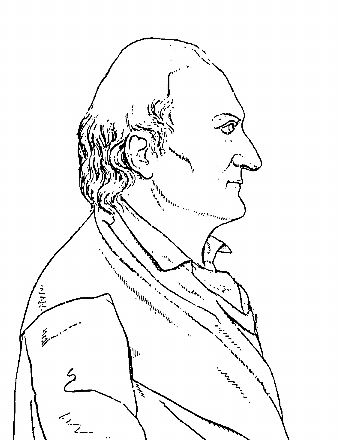
Zeichnung aus Galleria dei letterati ed artisti più illustri delle provincie Austro-Venete che fiorirono nel secolo XVIII. Venedig 1822

Alberto Fortis, geboren als Giovanni Battista Fortis (* 11. Oktober 1741 in Padua,  Republik Venedig; † 21. Oktober 1803 in Bologna) war ein venetischer, italienischer Geistlicher, Naturphilosoph und Universalgelehrter. Er publizierte mehrere Bücher, in denen er die Ergebnisse seiner Forschungsreisen darstellte. Er berührte dabei eine Vielzahl von Wissensgebieten, insbesondere Geographie, Geologie, Biologie, Volkskunde, Literatur und Geschichte.

## Leben
Fortis wuchs in Padua auf, studierte Theologie und trat in das Ordensinstitut der Augustiner-Chorherren ein. In Rom studierte er Sprachen und Naturwissenschaften. Danach lehrte er an der Universität seiner Heimatstadt Padua. Nachdem sein Kanonikerstift 1772 aufgelöst worden war, widmete sich Fortis ausschließlich seiner wissenschaftlichen Tätigkeit. Von 1778 bis 1781 lebte und arbeitete der Gelehrte in Spalato, die folgenden zehn Jahre stand er im Dienst des Königs von Neapel und lebte in Neapel. Danach kehrte er an die Universität Padua zurück. Nach dem Fall der Republik Venedig ging er nach Bologna.
Auf seinen seit 1765 unternommenen Forschungsreisen besuchte er Venetien, Istrien und Dalmatien sowie auch Mittel- und Süditalien. Fortis interessierte sich dabei für geologische Phänomene, archäologische Artefakte ebenso wie für Trachten und Volkslieder der Einheimischen. Breiten Raum nahmen in seinen Arbeiten Fragen der Landwirtschaft ein. In aufklärerischer Manier schrieb er darüber, wie die naturräumlichen Gegebenheiten wirtschaftlich am besten zu nutzen wären. Im Bereich der Geologie interessierten Fortis insbesondere der Vulkanismus und die durch diesen entstandenen Gesteinsformationen. Über seine wissenschaftlichen Arbeiten führte er einen umfangreichen Briefwechsel mit Gelehrten in Italien, Deutschland, Frankreich, England, der Schweiz und Dalmatien. Im Jahr 1789 wurde er zum Mitglied der Leopoldina gewählt.

## Viaggio in Dalmazia

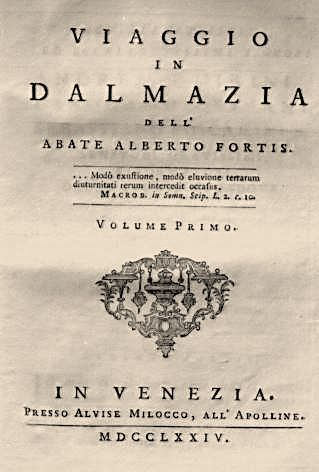
Titelseite von Viaggio in Dalmazia

Den größten Erfolg in der Öffentlichkeit hatte Fortis 1774 mit dem in zwei Bänden erschienenen Werk Viaggio in Dalmazia. Diese Arbeit basierte auf Studien, die er 1771 bis 1774 vor Ort durchgeführt hatte. Wesentliche Teile des Buches brachte Fortis auch bei Aufenthalten in den dalmatinischen Städten zu Papier. Die Reise nach Dalmatien lieferte den wissenschaftlich interessierten Zeitgenossen eine Fülle von Informationen über ein vergessenes Land und seine Bevölkerung. Fortis beschrieb die Natur Dalmatiens, die Städte des Landes, die Lebensweise der slawischen Landbevölkerung und lieferte Informationen zur Geschichte vom Altertum bis ins 18. Jahrhundert.
Viaggio in Dalmazia ist in weiten Teilen ein Buch der angewandten Wissenschaft. Fortis wollte den venezianischen Autoritäten, die damals in Dalmatien herrschten, Ratschläge erteilen, wie diese Provinz entwickelt und wirtschaftlich besser ausgenutzt werden könnte. Schwerpunktmäßig behandelte Fortis die Landwirtschaft und die Fischerei. Er erwies sich dabei als ein gemäßigter Physiokrat. Als solcher wies er der Landwirtschaft zwar das Primat bei der wirtschaftlichen Entwicklung zu, er hielt aber auch die Belebung des Handels und des Handwerks für notwendig und möglich.
Fortis' Buch machte die europäischen Leser auch mit der kroatischen und bosnischen Literatur und Epik bekannt. Als erster veröffentlichte er eine Übersetzung der berühmten Ballade über Hasan Aga (Hasanaginica), die als eines der schönsten Werke in bosnischer Sprache gilt.
Viaggio in Dalmazia wurde innerhalb kurzer Zeit aus dem Italienischen ins Deutsche, Französische und Englische übersetzt und in ganz Europa gelesen. Wenn es auch auf die venezianische Verwaltung in Dalmatien keinen Einfluss mehr ausübte, weil die Markusrepublik 1797 unterging, so haben doch die Verwaltungsbeamten der nachfolgenden Beherrscher Dalmatiens – das napoleonische Frankreich und seit 1814 die Österreicher – Fortis noch lange als eine der wichtigsten Informationsquellen über Land und Leute sowie Kultur und Geschichte Dalmatiens genutzt.

## Werke

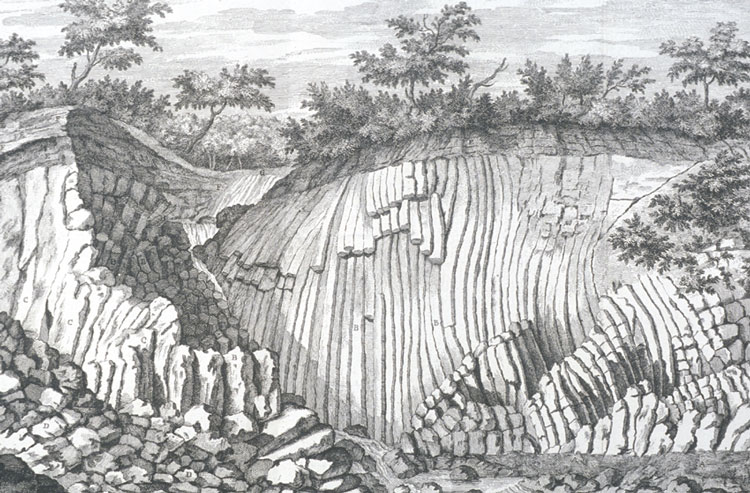
Stich einer Basaltformation, aus: Della valle vulcanico-marina di Roncà nel territorio veronese

- Saggio d'osservazioni sopra l'isola di Cherso ed Osero. Venezia 1771.
  - Daraus: Ein Gesang von Milos Cobilich und Vuko Brankowich. In: Johann Gottfried von Herder: Stimmen der Völker in Liedern, Erster Theil, Zweites Buch, Nr. 8.
- Viaggio in Dalmazia. 2 Bde. Venezia 1774. (Nachdruck München 1974)
  - deutsche Ausgabe: Reise in Dalmatien. Bern 1776.
  - französische Ausgabe: Voyage en Dalmatie. Bern 1778.
  - engl. Ausgabe: Travels into Dalmatia. London 1778.
  - kroatische Ausgabe: Put po Dalmaciji. Zagreb 1984.
- Della valle vulcanico-marina di Roncà nel territorio veronese. Memoria orittografica. Venezia 1778
- Lettere geografico-fisiche sulla Calabria e sulla Puglia. Neapel 1784.
  - deutsch: Mineralogische Reisen durch Calabrien und Apulien. In Briefen an den Grafen Thomas von Bassegli in Ragusa. Weimar 1788.
- Delle ossa d’elefanti e d’altre curiosità naturali de monti di Romagnano nel Veronese. Memoria epistolare diretta al Signor Cavaliere Giuseppe Cobres. Vicenza 1786.
- Dei Cataclismi sofferti dal nostro Pianeta Saggio poetico. Per servire di Prodromo a un Poema, filosofico e teologico. Bath 1786.
- Della torba che trovasi appiè de’colli Euganei. Venezia 1795.
- Memoires pour servir a l'histoire naturelle et principalement a l'oryctographie de l'Italie et des pays adjacens. Paris 1802.